# Ojika
Ojika (小値賀町, Ojika-chō) est un bourg japonais situé dans la préfecture de Nagasaki.

## Géographie

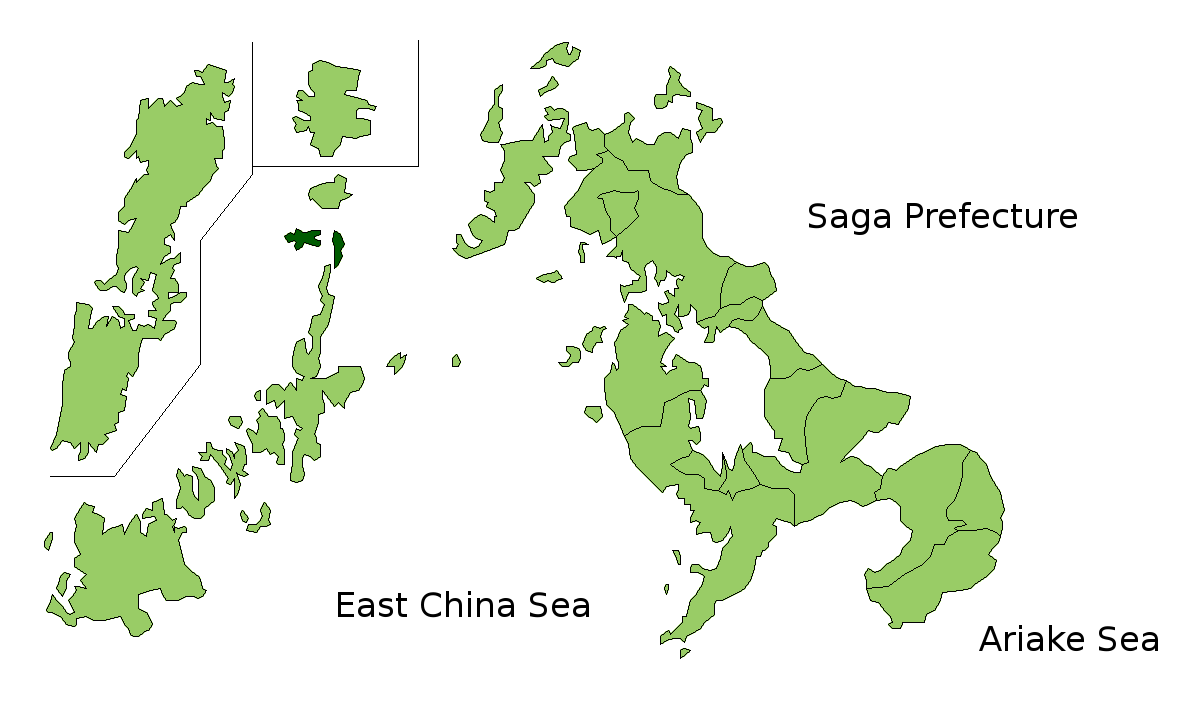
Ojika dans la préfecture de Nagasaki.

### Démographie
Au 1er juin 2015, le bourg d'Ojika avait une population estimée à 2 646 habitants répartis sur une superficie totale de 25,46 km2.